# Tixkokob
Tixkokob é um município do estado do Iucatã, no México. A população do município calculada no censo 2005 era de 16.151 habitantes.